# Колодежі (Курська область)
Колодежі (рос. Колодежи) — присілок в Глушковському районі Курської області Російської Федерації.
Населення становить 91 особу. Входить до складу муніципального утворення Марківська сільрада.

## Історія
Населений пункт розташований на території українського етнічного та культурного краю Східна Слобожанщина.
Від 2004 року входить до складу муніципального утворення Марківська сільрада.

## Населення
| 2002 | 2010 |
| ---- | ---- |
| 150  | ↘91  |